# José Eduvigis Díaz
José Eduvigis Díaz Vera y Aragón (Pirayú, 17 de octubre de 1833-Paso Pucú; 7 de febrero de 1867), conocido también como General Díaz, fue un militar paraguayo que se destacó como una de las principales figuras del Ejército Paraguayo durante la guerra de la Triple Alianza. Participó en diversas campañas y lideró con éxito la batalla de Curupayty, considerada la mayor victoria paraguaya en el conflicto. En su honor, diversas instituciones y lugares en Paraguay llevan su nombre.

## Biografía

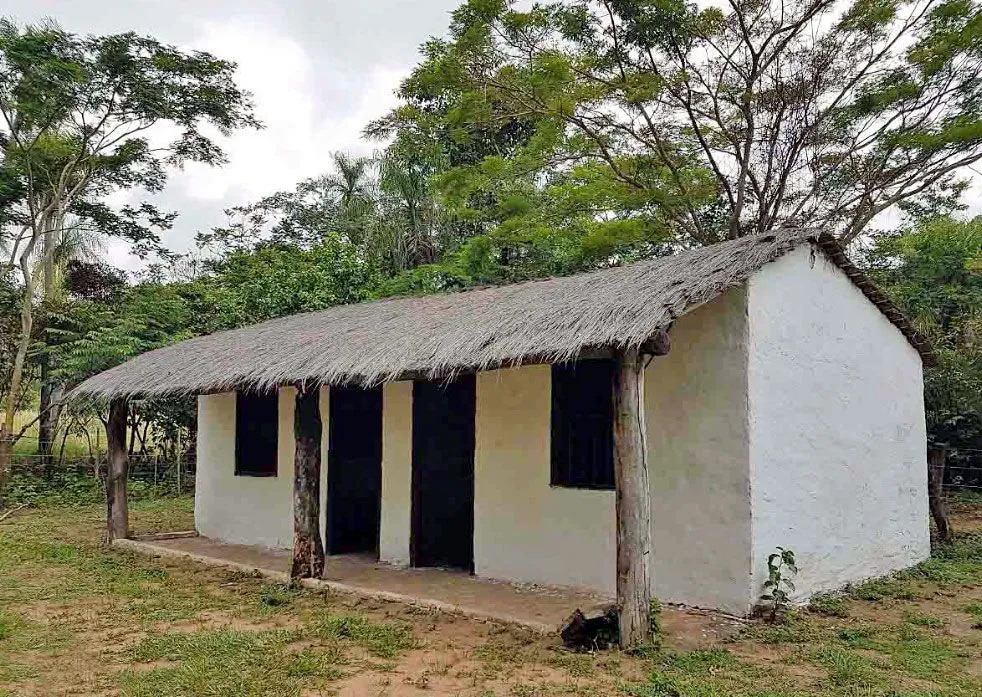
Casa donde nació y creció el general Díaz, ubicada en Pirayú.

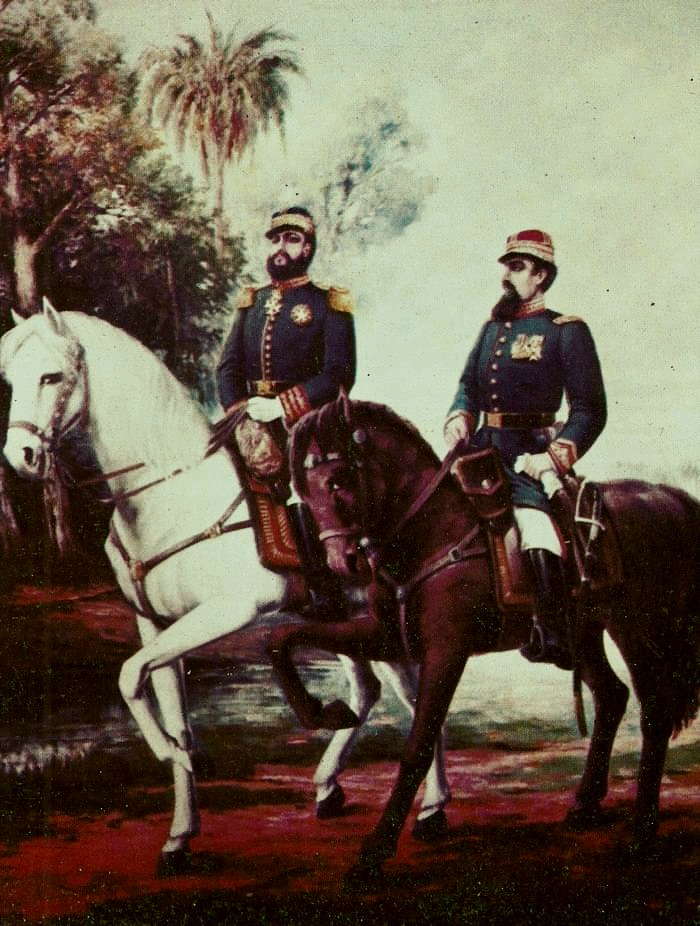
Pintura en óleo de Héctor Da Ponte que representa al general Díaz, a la derecha, y a la izquierda, al mariscal Francisco Solano López, ambos a caballo.

Nacido el 17 de octubre de 1833, en Pirayú, distrito del Departamento de Paraguarí, Paraguay, era hijo de Juan Andrés Díaz y Dolores Vera, matrimonio que tuvo cinco vástagos más: Petrona Ygnacia, Josefa Benedicta, María Eugenia, María Bernarda y Pedro Alejandrino. Realizó sus estudios primarios en su pueblo natal, con el maestro Miguel de Avezada y O'Higgins, quien era primo de uno de los padres de la Patria de Chile, Bernardo O'Higgins. Abandonó el hogar familiar a los diecinueve años para enlistarse en las Fuerzas Armadas del Paraguay como soldado raso.
Incorporado al Batallón 1 bajo el mando del capitán Venancio López, hijo del entonces presidente de la República del Paraguay, Carlos Antonio López, y más tarde bajo la comandancia del capitán Hilario Marcó, quien asumió el liderazgo del batallón de policía, Díaz fue trasladado a la Tercera Compañía. Allí fue ascendido a sargento tras su destacada participación en una misión en la fundición de hierro de Ybycuí, encargada por el entonces ministro de Guerra y Marina, Francisco Solano López.
El 27 de septiembre de 1859, Díaz partió de Asunción en el buque de guerra Tacuary con la comitiva de López con destino a la Argentina para participar en la mediación entre los líderes militares argentinos Justo José de Urquiza y Bartolomé Mitre en San José de Flores.
Ascendió sucesivamente a subteniente, teniente y capitán, siempre al mando de la Tercera Compañía. En 1864, tras la enfermedad del teniente coronel Hilario Marcó, Díaz asumió la jefatura del batallón de policía, cargo que desempeñó hasta mayo de 1865, momento en que, con el rango de sargento mayor, asumió el mando del Batallón 40, el cual jugaría un rol crucial durante la guerra de la Triple Alianza.
El 8 de junio de 1865, abandonó Asunción junto con Francisco Solano López rumbo a la Fortaleza de Humaitá. Durante la campaña de Corrientes, estuvo bajo las órdenes del mayor Avelino Cabral, participando en la batalla del Riachuelo en junio de 1865, en la cual apoyó a la escuadra nacional en operaciones terrestres. Posteriormente, se integró a la División del Sud, al mando del brigadier Francisco Isidoro Resquín. El 21 de julio de 1865, recibió la estrella de caballero de la Orden Nacional del Mérito por decreto supremo.
Su participación fue destacada en la batalla de Romero Guazú, y el 25 de octubre de 1865, fue ascendido a teniente coronel.
De regreso en territorio paraguayo, Díaz se encargó de inspeccionar los restos de la infantería de la División del Sud y, el 31 de enero de 1866, participó en la batalla de Corrales, siendo uno de los pocos oficiales distinguidos con la Cruz de la Batalla de Corrales, una condecoración que solo se otorgó a 40 oficiales.
Del 17 al 19 de febrero de 1866, comandó la ocupación de Itatí y el asalto a la Isla Cabrita, participando también en la evacuación de la Fortaleza de Itapirú. El 1 de mayo de 1866, por decreto supremo, fue promovido a coronel.
Al día siguiente, luchó en la batalla de Estero Bellaco junto con el teniente coronel Elizardo Aquino, infligiendo significativas bajas al ejército aliado, comandado por el general uruguayo Venancio Flores. El 3 de mayo de 1866, fue condecorado con la estrella de comendador de la Orden Nacional del Mérito.

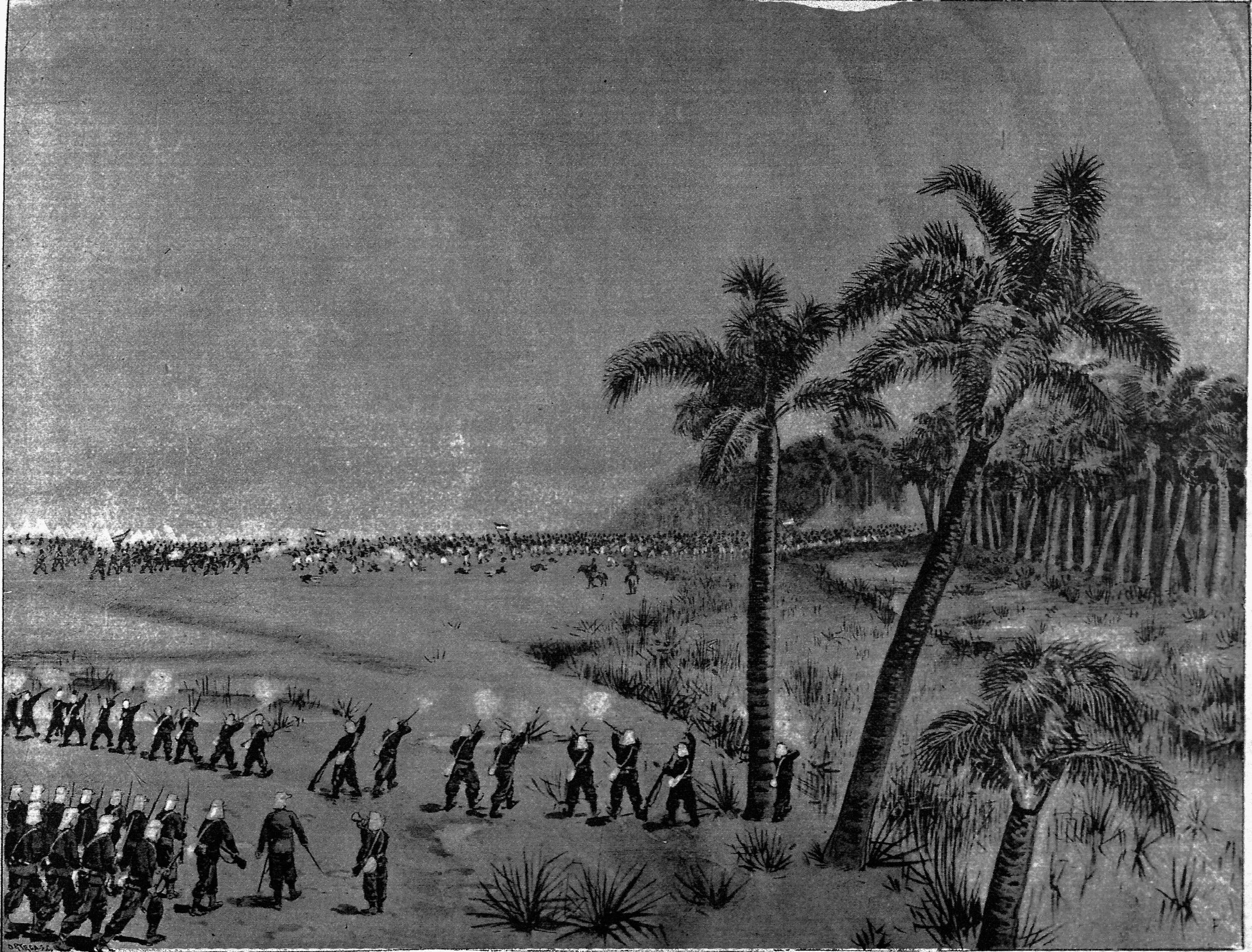
Combate del 2 de mayo de 1866 en el Estero Bellaco Sud: ataque de la vanguardia del ejército aliado por la división de José Eduvigis Díaz.

El 24 de mayo de 1866, dirigió una de las columnas de asalto hacia el campamento aliado en Tuyutí, escenario de la mayor y más sangrienta batalla librada en Sudamérica. A pesar de los obstáculos logísticos y la falta de coordinación de las otras dos columnas comandadas por los generales Vicente Barrios y Francisco Isidoro Resquín, Díaz reconfiguró su formación y continuó combatiendo. Ante la desorganización de las otras unidades, Díaz ordenó simular un nuevo ataque para permitir la retirada de su columna sin grandes pérdidas.
Al día siguiente, Díaz fue ascendido a general de brigada (brigadier general) de los ejércitos de la República del Paraguay. El 11 de julio de 1866, lideró las tropas paraguayas en la batalla de Yataytí Corá y del 16 al 18 de julio, participó activamente en la batalla de Boquerón del Sauce, donde infligió una derrota significativa al ejército aliado y la pérdida de su comandante León de Palleja.
Poco tiempo después, fue designado para comandar la guarnición del Fuerte de Curuzú, donde se enfrentó a las fuerzas aliadas bajo el mando del conde de Porto Alegre, Manuel Marques de Sousa, el 3 de septiembre de 1866. El mariscal Francisco Solano López le ordenó establecer una línea defensiva entre el río Paraguay y la laguna Méndez. El 22 de septiembre de 1866, Díaz comandó la histórica batalla de Curupayty, logrando una victoria decisiva que detuvo las operaciones enemigas durante casi un año. Este triunfo consolidó su estatus como uno de los principales héroes nacionales.
El 26 de enero de 1867, Díaz recibió la misión de inspeccionar las maniobras navales de la escuadra brasileña. Embarcado en una canoa, sufrió una grave herida en la pierna derecha por un proyectil enemigo. Tras una intervención quirúrgica realizada por el doctor Skiner, se le amputó la pierna, pero debido a complicaciones posteriores, falleció el 7 de febrero de 1867 a los 33 años de edad en el cuartel general de Paso Pucú, del Departamento de Ñeembucú, Paraguay.

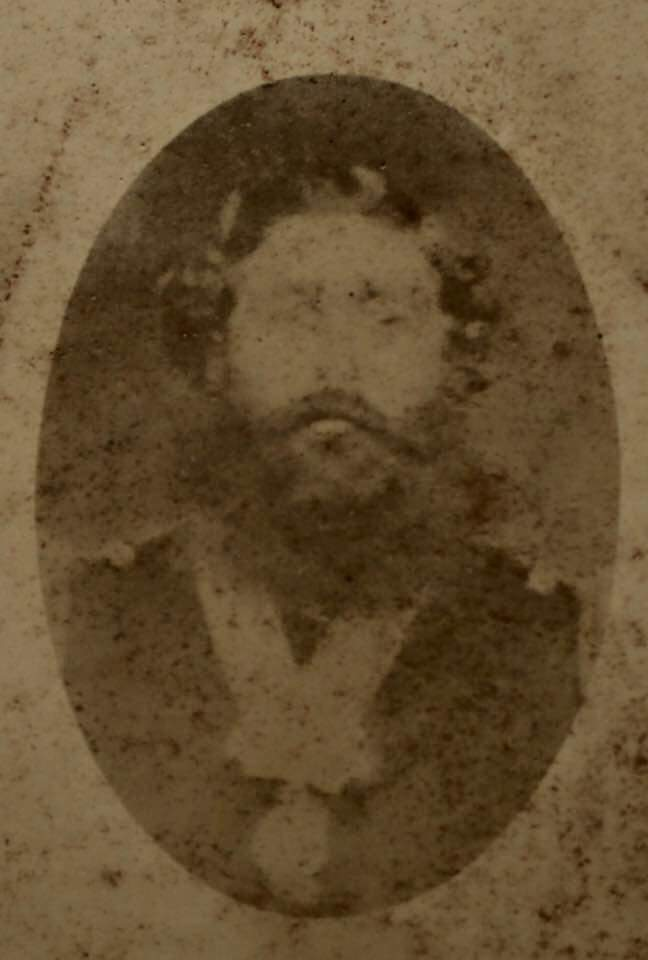
Última fotografía tomada del general Díaz con vida, el presidente López la ordenó tomar vistiendo su uniforme militar junto con sus condecoraciones, ya cuando su salud empezó a deteriorarse gravemente.

Díaz desempeñó un rol fundamental en gran parte de la guerra de la Triple Alianza, participando en las batallas de Riachuelo, Corrales, Estero Bellaco, Tuyutí, Yataytí Corá, Boquerón del Sauce y Curuzú. Entre sus labores más significativas: la batalla de Curupayty del 22 de septiembre de 1866.
En su legado, se destaca que también ideó una misión «comando» para desembarcar en pleno río de Janeiro, apresar al emperador Pedro II de Brasil e imponer la paz. Sin embargo, este plan nunca se concretó.
Un testigo lo relata así: «Entre los comensales están … José Díaz, con talle de avispa, exagerado de pecho y con su pera de corte Segundo Imperio...». 

### Traslado de sus restos
Tras su muerte, su ataúd fue trasladado de Paso Pucú en una caravana a Humaitá y de ahí en barco hasta Asunción, donde el pueblo lo acompañó hasta su última morada en el Cementerio de la Recoleta. Durante el saqueo de Asunción de enero de 1869, su tumba fue de las pocas que no fueron saqueadas por las tropas aliadas, que al reconocer a quien pertenecía decidieron respetarlo.
En el año 1879 el general Ignacio Genes fue enterrado en la misma tumba que el general Díaz.
Su tumba es considerada uno de los lugares más importantes del cementerio de la Recoleta, ya que desde el año 1900 hasta 1936 aquí se reunían cada 22 de septiembre los veteranos paraguayos de la guerra de la Triple Alianza para conmemorar la batalla de Curupaytí, lo cual, posteriormente dio inicio al proceso de reivindicación de la figura del mariscal López.

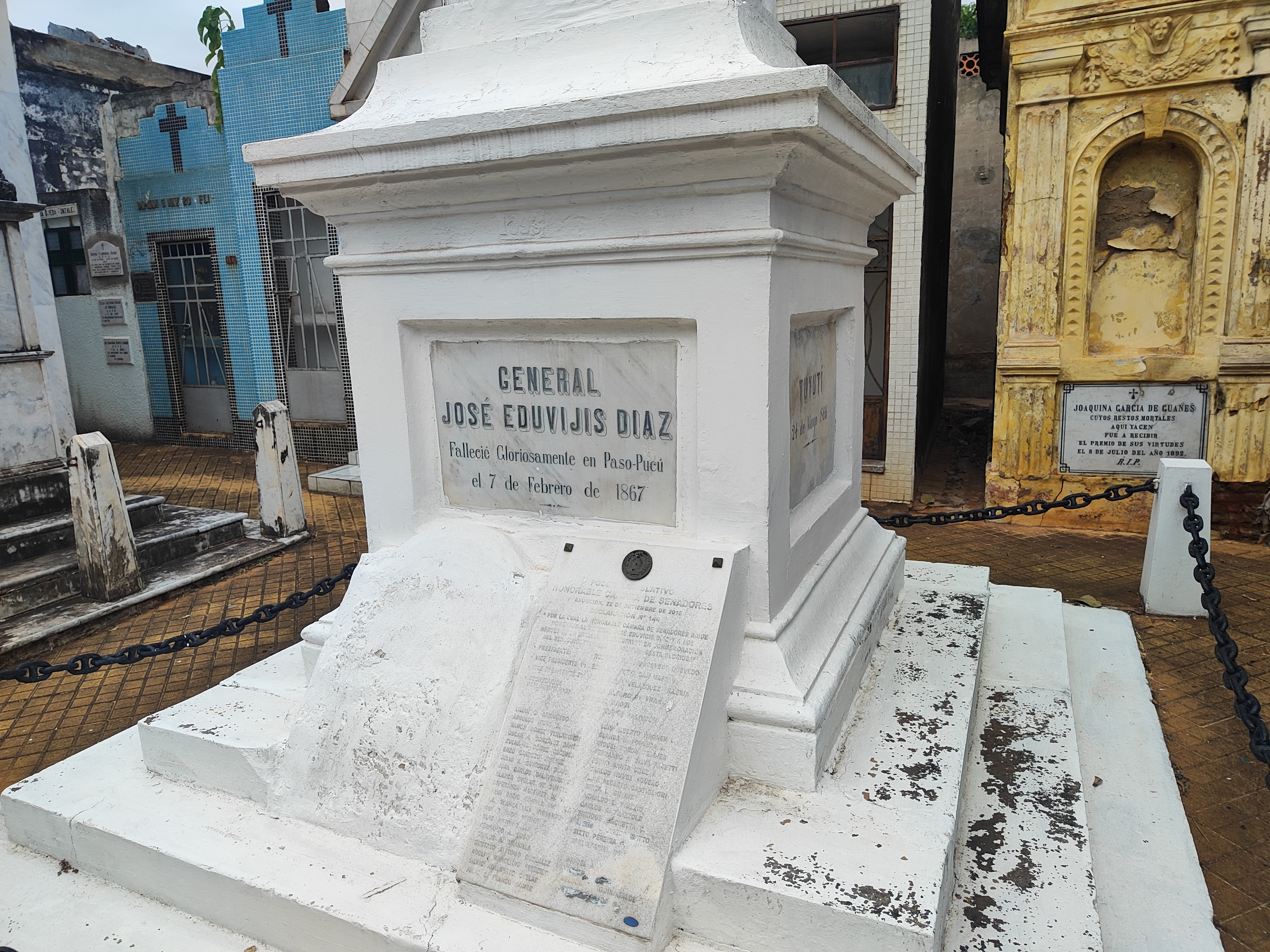
Tumba del General Díaz en el Cementerio de la Recoleta de Asunción.

En 1907, por iniciativa de Juan Silvano Godoy y la comunidad paraguaya de Buenos Aires se mandó hacer un busto de bronce sobre su panteón, que unos años después fue robado por desconocidos.
En 1939, sus restos fueron trasladados y depositados en una urna en el Panteón Nacional de los Héroes, donde descansan hasta la actualidad.

## Cronología y rangos militares

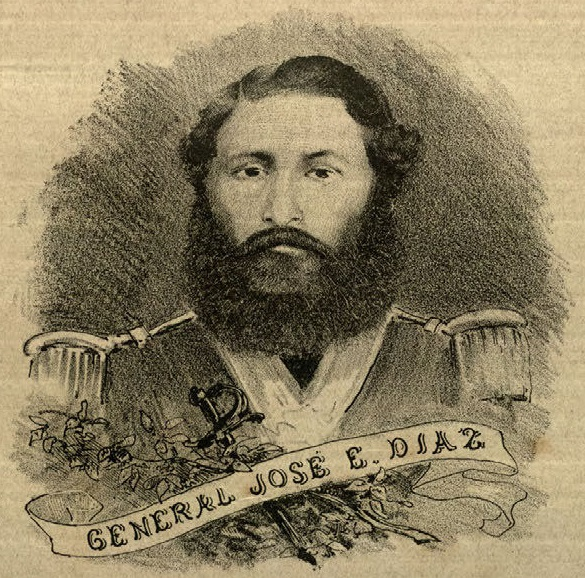
General José E. Díaz (La Ilustración Paraguaya, 1888).

12 de mayo de 1852: sentó plaza como soldado raso.
26 de abril de 1860: se gradúa de Subteniente.
23 de diciembre de 1863: es ascendido a Teniente.
23 de mayo de 1864: es promovido a Capitán.
19 de mayo de 1865: asciende a Sargento Mayor.
21 de julio de 1865: se le confiere la estrella de caballero de la Orden Nacional del Mérito.
25 de octubre de 1865: asciende a Teniente Coronel.
31 de enero de 1866: participa en la batalla de Corrales.
1 de mayo de 1866: es promovido a Coronel.
2 de mayo de 1866: lucha en la batalla de Estero Bellaco.
3 de mayo de 1866: recibe la estrella de comendador de la Orden Nacional del Mérito.
24 de mayo de 1866: Lucha en la batalla de Tuyutí, la más sangrienta de la guerra y de Sudamérica.
25 de mayo de 1866: por despacho supremo es nombrado Brigadier de los ejércitos de la República.
11 de julio de 1866: ataca las posiciones aliadas en Yataytí Corá.
16-18 de julio de 1866: tiene una participación clave en la batalla de Boquerón del Sauce.
22 de septiembre de 1866: Lidera la batalla de Curupayty, logrando el máximo triunfo paraguayo en la contienda.
26 de enero de 1867: tras inspeccionar maniobras de la escuadra brasileña en una canoa, es herido de gravedad en su pierna derecha por un proyectil aliado y el doctor Skiner procede a amputarle la pierna.
7 de febrero de 1867: tras una lenta agonía, fallece en Paso Pucú a los 33 años.

## Honores
El Club General Díaz fue fundado en 1917 en honor a José Eduvigis Díaz. Su nombre también designa el distrito General José Eduvigis Díaz, la Ruta PY04, la Academia Nacional de Policía y la primera promoción de oficiales egresados de la entonces Escuela de Policía. En 1994, se estableció un instituto privado con su nombre en el kilómetro 20 de la Ruta PY01. Su efigie está representada en la moneda de 100 guaraníes.